# Viação Ouro e Prata
A Viação Ouro e Prata é uma empresa de transportes brasileira, criada em 1939 pelos irmãos Willy Fleck e Raimundo Fleck e sediada na cidade de Porto Alegre, Rio Grande do Sul.
Fundada inicialmente sob o nome de Viação Crissiumal, a empresa só ganhou seu nome atual em 1948. A empresa atua em diversas regiões do Brasil, incluindo partes do Centro-Oeste, Sudeste, Norte, Nordeste e toda a Região Sul do país. Também opera algumas linhas rumo a Argentina e ao Uruguai.
É considerada  uma das maiores empresas do ramo de transportes rodoviários de passageiros do estado do Rio Grande do Sul, empregando cerca de 1100 funcionários.

## Histórico
Nascida em 1º de setembro de 1939 a partir do sonho dos irmãos Willy Eugenio Fleck e Raimundo Fleck que fundaram a Crissiumal, homenageando sua cidade natal ao batizar a empresa com o mesmo nome, e com uma frota ainda pequena: um caminhão de passageiros misto, ano 1939, e dois caminhões de carga, ano 1937, todos da marca Ford. No ano seguinte, já iniciando um processo de crescimento, eles adquiriram o primeiro ônibus fechado, pioneiro absoluto da Região. Existiam, nesse momento, um ônibus e três caminhões de carga para transporte de fumo e mercadorias.
Aparecem, porém, algumas dificuldades: estradas em más condições, chuvas, a Segunda Guerra Mundial que repercutia em todos os setores da economia. Mesmo assim, a empresa prosseguiu na luta. Em 28 de dezembro de 1944, com o constante crescimento do Município de Três Passos, a empresa decide abrir uma oficina nesta localidade. Era o início da expansão. Uma das primeiras medidas foi a mudança de nome de ‘Crissiumal’ para ‘Pioneira’, antecessora da Viação Ouro e Prata S/A – criada em 9 de agosto de 1948.
Ali começava o caminho de crescimento. Trabalhando com linhas de ônibus que conectavam quase todas as cidades do Alto Uruguai com Ijuí, Santo Ângelo e Santa Rosa, a empresa alargou os horizontes de seu campo de ação, iniciando a ligação Santa Rosa/Porto Alegre, Carazinho/Porto Alegre e mais tarde Porto Alegre/Santo Ângelo. Posteriormente, a empresa passou a atender as linhas Bagé, Livramento e Dom Pedrito, todas ligando a Região da Fronteira à Metrópole Gaúcha.
Em 1990 é inaugurada a primeira linha de longa distância da empresa, de Porto Alegre a Canarana, que passa por Primavera do Leste e Barra do Garças e termina em Canarana (MT). Com o tempo essa linha passou a iniciar em Ijuí-RS. Três anos depois a empresa passa a atender o que seria a sua maior linha fora do Rio Grande do Sul, uma linha que passa nos estados do Santa Catarina, Paraná, Mato Grosso do Sul e Mato Grosso, terminando até a divisa com o Pará, em Guarantã do Norte. Essa linha, que estava atendendo praticamente apenas a BR-163, é estendida em 2006 até Santarém no Pará, permanecendo até hoje. 
Em 1994 inicia a padronização da frota apenas com chassis Mercedes-Benz e carroceria Marcopolo (linha GV). Com isso, no mesmo ano, adquire o que vinha a ser até então o veículo mais luxuoso da empresa, um Marcopolo GV 1150 leito com vidros colados com ar condicionado. 
Em 2000 renova a frota com a nova linha Geração 6 e em 2009 com a nova Geração 7. Em 2015 a empresa resolve adquirir ônibus com bagageiro mais alto para finalidades de linhas longas, modelos Marcopolo G7 1350, todos eles no padrão semi-leito (até então os mais altos eram os G6 e G7 1200). No mesmo ano empresa passa a atender mais cidades dos estados do Norte e Nordeste brasileiros. É criada também uma extensão da linha Porto Alegre x Santarém que parte de Santarém até Belém do Pará. Ainda no mesmo ano passa a atender linhas que começam em São Carlos (SP) e termina no RS. Em 2016 a empresa passou a atender os estados de Goiás e Tocantins, além de atender o Maranhão.
Em 2017 a empresa adquire seus primeiros ônibus Double decker, os maiores da empresa com dois pisos. Foram no total 12 veículos com essa configuração. No mesmo ano recebe uma unidade do G7 LD para testes, o que acabou não sendo aprovado pela empresa. Dois anos depois, quando a empresa completou 80 anos de fundação, adquiriu mais 3 unidades de dois pisos. Todos esses da linha G7 e New G7. Em 2021 adquire mais 3 veículos de dois pisos, porém da linha G8.

## Destinos
A empresa hoje atende mais de 200 destinos nos estados do Rio Grande do Sul, Santa Catarina, Paraná, São Paulo, Mato Grosso, Mato Grosso do Sul, Goiás, Tocantins e Pará. Possui, ainda, linhas internacionais e linhas sazonais para as praias do Rio Grande do Sul vindas do interior do estado. Um detalhe é que a opção leito é oferecida apenas dentro do estado-sede da empresa (Rio Grande do Sul) por motivos de logística e atendimento, visto que os veículos leito comportam menos passageiros (26 lugares). Nas linhas interestaduais existe a opção semi-leito ou leito executivo, com 42 lugares.
Relação das principais localidades
- Goiás
  - Anápolis
  - Goiânia
  - Porangatu
  - Rio Verde
- Mato Grosso
  - Barra do Garças
  - Campo Verde
  - Canarana
  - Cuiabá
  - Guarantã do Norte
  - Lucas do Rio Verde
  - Nova Mutum
  - Primavera do Leste
  - Rondonópolis
  - Sinop
  - Sorriso
  - Várzea Grande
- Mato Grosso do Sul
  - Bataguassu
  - Caarapó
  - Campo Grande
  - Coxim
  - Dourados
  - Eldorado
  - Maracaju
  - Naviraí
  - Nova Alvorada do Sul
  - Nova Andradina
  - Paranaíba
  - Rio Brilhante
  - Sidrolândia
- Pará
  - Altamira
  - Belém do Pará
  - Conceição do Araguaia
  - Itaituba
  - Marabá
  - Novo Progresso
  - Parauapebas
  - Rurópolis (baldeação para Belém e as regiões Centro-Oeste e Sul)
  - Santarém
  - Tucuruí
- Paraná
  - Cascavel
  - Curitiba
  - Guaíra
  - Lapa
  - Marechal Cândido Rondon
  - Palmas
  - Realeza
  - Toledo
- Rio Grande do Sul
  - Alegrete
  - Bagé
  - Campo Bom
  - Carazinho
  - Caxias do Sul
  - Cruz Alta
  - Frederico Westphalen
  - Ijuí
  - Lajeado
  - Novo Hamburgo
  - Palmeira das Missões
  - Panambi
  - Passo Fundo
  - Porto Alegre
  - Santa Cruz do Sul
  - Santa Maria da Boca do Monte
  - Santana do Livramento
  - Santo Ângelo
  - São Leopoldo
  - Uruguaiana
- Santa Catarina
  - Chapecó
  - Concórdia
  - São Miguel do Oeste
  - Xanxerê
- São Paulo
  - Americana
  - Campinas
  - Jundiaí
  - Piracicaba
  - Presidente Epitácio
  - Presidente Venceslau
  - Registro
  - São Paulo
- Tocantins
  - Gurupi
  - Palmas
  - Paraíso do Tocantins
  - Porto Nacional
- Exterior
  - Salto (Uruguai)
  - Posadas (Argentina)

Algumas linhas
- Estaduais
  - Porto Alegre - Santana do Livramento
  - Porto Alegre - Bagé
  - Porto Alegre - Iraí
  - Porto Alegre - Ijuí
  - Belém - Santarém
  - Belém - Novo Progresso
  - Parauapebas - Itaituba
- Interestaduais
  - Porto Alegre - Santarém
  - Campo Grande - Palmas
  - Campo Grande - Petrópolis
  - Chapecó - Jaciara
  - Ijuí - Canarana
  - Goiânia - Marabá
  - São Paulo - Chapecó

## Premiações
Eleita a empresa de ônibus mais lembrada pelos gaúchos na pesquisa conduzida pelo Jornal do Comércio e pelo Instituto QualiData.
Apontada como a empresa mais inovadora de sua categoria, na região sul em 2011 em estudo da Revista Amanhã e Consultoria Edusys.
Em 2011 a Ouro e Prata recebeu quatro certificações da premiação Fornecedor Consciente, promovida pelo IDF - Instituto de Desenvolvimento do Fornecedor. As certificações foram nas categorias Ecologia, Responsabilidade Social, Respeito ao Consumidor e Marketing Consciente.
Apontada em 2010 como uma das 500 maiores empresas do sul do Brasil, em pesquisa da Revista Amanhã, tradicional publicação que realiza anualmente este ranking.
Em 2009 conquistou a 13ª posição no ranking da Revista Maiores & Melhores do Transporte e Logística, na categoria Empresas de Transporte Rodoviário de Passageiros. A avaliação, que ocorre anualmente, analisou 752 empresas de todo o Brasil.
Em 2009 foi homenageada na categoria Destaque Revelação, no prêmio Porto Alegre Turismo. O reconhecimento é fruto das diversas ações da empresa de fomento e incentivo à atividade turística na capital gaúcha, como o apoio ao programa Estação Porto Alegre, que oferece pacotes e tarifas especiais para turistas do interior do RS que visitam Porto Alegre.

## Frota
A frota da Ouro e Prata é composta por cerca de 260 ônibus exclusivamente da fabricante de carrocerias Marcopolo, modelos Volare, Senior,  Viaggio e Paradiso. Todos com chassis Mercedes-Benz, Scania e Agrale.